# Barrage de Guddu
Le barrage de Guddu (ourdou: گڈو بیراج) est un barrage sur le fleuve Indus près de Kashmore dans la province du Sind au Pakistan. Le président Iskander Mirza a posé la première pierre du barrage de Guddu le 2 février 1957. Le barrage a été achevé en 1962 au coût de 474,8 millions de roupies et inauguré par le maréchal Muhammad Ayub Khan en 1962,.

## Description
Le barrage de Guddu est utilisé pour contrôler le débit d'eau du fleuve Indus à des fins d'irrigation et de contrôle des crues.
Il a une capacité de décharge de 34 000 m3. Il s'agit d'un barrage de type déversoir contrôlé par une porte avec un verrou de navigation. Le barrage a 66 travées équipées de portes de sortie, chacune de 18 mètres de large. La hauteur maximale du niveau d'inondation du barrage de Guddu est de 8 mètres. Il contrôle l'approvisionnement en irrigation de 1 200 000 ha de terres agricoles dans les districts de Kashmore, Jacobabad, Larkana et Sukkur de la province du Sind et le district de Nasirabad de la province du Baloutchistan. Il alimente les canaux Ghotki Feeder, Begari Feeder, Desert et Pat Feeder.

## Réhabilitation du barrage de Guddu
Le processus d'appel d'offres pour le projet de réhabilitation et de modernisation du barrage de Guddu a été finalisé avec l'offre la plus basse proposée par l'ingénierie Descon qui a été remise à l'équipe technique pour évaluation. Le porte-parole de l'Autorité de développement de l'irrigation du Sind (Sindh Irrigation Development Authority) a informé l'Associated Press of Pakistan (en) le samedi qu'un projet-cadre - Projet d'amélioration du barrage de Sind (Sindh Barrage Improvement Project) - était en cours de mise en œuvre pour améliorer la fiabilité et la sécurité des barrages situés sur la rivière Indus dans la province du Sind, en plus de renforcer la capacité du département d'irrigation du Sind (Sindh Irrigation & Power Department) à opérer et gérer le barrage.
Le Comité exécutif du Conseil économique national (Executive Committee of the National Economic Council) a approuvé le projet d'une valeur de 20 241 millions de roupies le 13 mars 2015. Dans le cadre du projet de réhabilitation et de modernisation du barrage de Guddu à réaliser dans la première phase avec un coût estimé à 1 979 millions de roupies et la date d'achèvement a été fixée en juin 2020. Le projet comprend également une aide aux projets étrangers d'environ 1 780 millions de roupies par l'intermédiaire de l'Association internationale de développement, branche de la Banque mondiale dédiée aux pays les plus pauvres.
Selon des sources du département d'irrigation, le processus d'appel d'offres pour les travaux de construction du projet a eu lieu l'autre jour au cours duquel Descon engineering of Pakistan (en), China Harbor Guangxi Hydro electric et Cinotech Xejiang JV ont présenté leurs offres et Descon a été sélectionné pour avoir proposé l'offre la plus basse en présence de fonctionnaires concernés et représentants de Transparency International. La soumission serait évaluée par l'équipe technique, puis son rapport et le dossier d'appel d'offres seraient transmis au partenaire financier IDA pour une évaluation plus approfondie.
Le Descon a déjà entrepris des mégaprojets tels que la réhabilitation et la modernisation du barrage de Taunsa (en), la réhabilitation et la modernisation du barrage de Sukkur, le canal Kacchi, le canal Rainee et les projets d'élévation du barrage de Mangla. Le porte-parole de l'Autorité de développement de l'irrigation du Sind a informé que la fonction principale du barrage de Guddu était de fournir de l'eau d'irrigation à plus d'un million d'hectares de terres agricoles dans les districts de Jacobabad, Larkana, Sukkur et Nasirabad, en alimentant les canaux Ghotki Feeder et Rainee sur le côté gauche (est) et les canaux d'alimentation Begari Sindh et Desert Pat Feeder sur le côté droit (ouest).
Le barrage de Guddu a une portée de 1 356 mètres. Il se compose de 64 portes de 18 mètres chacune et d'une écluse de navigation d'une portée de 15 mètres. Le barrage est également utilisé pour le contrôle des rivières et la gestion des crues. Il a été conçu pour passer une décharge de super-crue allant jusqu'à 34 000 m3. Le barrage est également un lien de transport important à travers le fleuve Indus et fournit de l'eau de refroidissement pour la centrale thermique de Guddu tandis que deux grandes conduites de gaz traversent le barrage.
Le barrage a été mis en service en 1962 et a maintenant plus de 50 années de service actif. Le Projet d'amélioration des barrages du Sind (Sindh Barrages Improvement Project) dans le cadre duquel la réhabilitation du barrage de Guddu sera réalisée est nécessaire en raison du vieillissement naturel de l'infrastructure. Les travaux de réhabilitation élimineront les sources possibles de défaillance et donneront potentiellement à la structure 50 années de vie supplémentaires. Le Projet d'amélioration des barrages du Sind soutiendra les travaux de remplacement des vannes pour améliorer la régulation et l'écoulement du barrage, le remplacement de 64 barrières principales en acier, 25 vannes principales de détendeur de tête de canal et des engrenages de levage, y compris tous les équipements mécaniques et électriques.
Ce projet financera également le groupe d'experts indépendant, qui examinera, surveillera, évaluera et aidera à guider le processus de réhabilitation en ce qui concerne la sécurité du barrage. Les principaux bénéficiaires comprennent plus de 2,6 millions de personnes, sur plus de 1 200 000 ha de terres irriguées dans les districts de Kashmore, Ghotki, Jacobabad, Sukkur et Shikarpur du Sind, et les districts de Nasirabad et Jafarabad du Baloutchistan, qui recevront un approvisionnement fiable en eau tandis que les communautés locales du les zones vulnérables aux inondations qui bénéficieront d'une amélioration de la gestion des inondations et de la réduction des risques de rupture de remblai ; puisque la capacité du barrage à passer les eaux de crue s'améliorera également.